# Sjaak Swart
Sjaak Swart (Muiderberg, 1938. július 3. –) válogatott holland labdarúgó, csatár.

## Pályafutása
1956 és 1973 között az Ajax labdarúgója volt, ahol hét bajnoki címet és öt holland kupa győzelmet ért el a csapattal. Tagja volt az Ajax sorozatban háromszor bajnokcsapatok Európa-kupáját nyerő csapatának. Több mint 600 mérkőzésen lépett pályára az Ajax színeiben, ami klubrekord. 1960 és 1972 között 31 alkalommal szerepelt a holland válogatottban és tíz gólt szerzett.

## Sikerei, díjai
AFC Ajax
- Holland bajnokság
  - bajnok (7): 1959–60, 1965–66, 1966–67, 1967–68, 1969–70, 1971–72, 1972–73
- Holland kupa
  - győztes (5): 1961, 1967, 1970, 1971, 1972
- Bajnokcsapatok Európa-kupája
  - győztes (3): 1970–71, 1971–72, 1972–73
- UEFA-szuperkupa
  - győztes: 1972, 1973
- Interkontinentális kupa:
  - győztes: 1972

## Statisztika

### Mérkőzései a holland válogatottban
| Hollandia | Hollandia            | Hollandia                                   | Hollandia        | Hollandia | Hollandia        | Hollandia     | Hollandia | Hollandia |
| #         | Dátum                | Helyszín                                    | Hazai            | Eredmény  | Vendég           | Kiírás        | Gólok     | Esemény   |
| --------- | -------------------- | ------------------------------------------- | ---------------- | --------- | ---------------- | ------------- | --------- | --------- |
| 1.        | 1960. június 26.     | Mexikóváros, Estadio Olímpico Universitario | Mexikó           | 3 – 1     | Hollandia        | barátságos    | -         | 56'       |
| 2.        | 1960. június 29.     | Willemstad, Rif Stadion                     | Holland Antillák | 0 – 0     | Hollandia        | barátságos    | -         |           |
| 3.        | 1960. július 3.      | Paramaribo, Suriname Stadion                | Suriname         | 3 – 4     | Hollandia        | barátságos    | 1         | 12'       |
| 4.        | 1961. március 22.    | Rotterdam, Feijenoord Stadion               | Hollandia        | 6 – 2     | Belgium          | barátságos    | 1         | 80'       |
| 5.        | 1961. április 19.    | Amszterdam, Olimpiai Stadion                | Hollandia        | 1 – 2     | Mexikó           | barátságos    | -         |           |
| 6.        | 1961. április 30.    | Rotterdam, Feijenoord Stadion               | Hollandia        | 0 – 3     | Magyarország     | vb-selejtező  | -         |           |
| 7.        | 1961. november 12.   | Amszterdam, Olimpiai Stadion                | Hollandia        | 0 – 4     | Belgium          | barátságos    | -         |           |
| 8.        | 1962. április 1.     | Antwerpen, Bosuilstadion                    | Belgium          | 3 – 1     | Hollandia        | barátságos    | -         | 30'       |
| 9.        | 1962. május 9.       | Rotterdam, Feijenoord Stadion               | Hollandia        | 4 – 0     | Észak-Írország   | barátságos    | 1         | 48'       |
| 10.       | 1962. május 16.      | Oslo, Ullevaal Stadion                      | Norvégia         | 2 – 1     | Hollandia        | barátságos    | -         |           |
| 11.       | 1962. szeptember 5.  | Amszterdam, Olimpiai Stadion                | Hollandia        | 8 – 0     | Holland Antillák | barátságos    | 2         | 47' 51'   |
| 12.       | 1962. szeptember 26. | Koppenhága, Idrætsparken Stadion            | Dánia            | 4 – 1     | Hollandia        | barátságos    | -         |           |
| 13.       | 1962. november 11.   | Amszterdam, Olimpiai Stadion                | Hollandia        | 3 – 1     | Svájc            | NEK-selejtező | 1         | 75'       |
| 14.       | 1963. március 3.     | Rotterdam, Feijenoord Stadion               | Hollandia        | 0 – 1     | Belgium          | barátságos    | -         |           |
| 15.       | 1963. március 31.    | Bern, Wankdorfstadion                       | Svájc            | 1 – 1     | Hollandia        | NEK-selejtező | -         |           |
| 16.       | 1963. április 17.    | Rotterdam, Feijenoord Stadion               | Hollandia        | 1 – 0     | Franciaország    | barátságos    | -         |           |
| 17.       | 1963. szeptember 11. | Amszterdam, Olimpiai Stadion                | Hollandia        | 1 – 1     | Luxemburg        | NEK-selejtező | -         |           |
| 18.       | 1963. október 20.    | Amszterdam, Olimpiai Stadion                | Hollandia        | 1 – 1     | Belgium          | barátságos    | -         |           |
| 19.       | 1965. november 14.   | Bern, Wankdorfstadion                       | Svájc            | 2 – 1     | Hollandia        | vb-selejtező  | -         |           |
| 20.       | 1966. március 23.    | Rotterdam, Feijenoord Stadion               | Hollandia        | 2 – 4     | NSZK             | barátságos    | 1         | 22'       |
| 21.       | 1966. május 11.      | Glasgow, Hampden Park                       | Skócia           | 0 – 3     | Hollandia        | barátságos    | -         |           |
| 22.       | 1966. szeptember 7.  | Rotterdam, Feijenoord Stadion               | Hollandia        | 2 – 2     | Magyarország     | Eb-selejtező  | -         |           |
| 23.       | 1966. november 6.    | Amszterdam, Olimpiai Stadion                | Hollandia        | 1 – 2     | Csehszlovákia    | barátságos    | 1         | 54'       |
| 24.       | 1966. november 30.   | Rotterdam, Feijenoord Stadion               | Hollandia        | 2 – 0     | Dánia            | Eb-selejtező  | 1         | 58'       |
| 25.       | 1967. április 5.     | Lipcse, Zentralstadion                      | NDK              | 4 – 3     | Hollandia        | Eb-selejtező  | -         |           |
| 26.       | 1967. április 16.    | Antwerpen, Bosuilstadion                    | Belgium          | 1 – 0     | Hollandia        | barátságos    | -         |           |
| 27.       | 1967. november 1.    | Rotterdam, Feijenoord Stadion               | Hollandia        | 1 – 2     | Jugoszlávia      | barátságos    | 1         | 53'       |
| 28.       | 1968. április 7.     | Amszterdam, Olimpiai Stadion                | Hollandia        | 1 – 2     | Belgium          | barátságos    | -         |           |
| 29.       | 1968. május 1.       | Varsó, Lengyel Hadsereg Stadionja           | Lengyelország    | 0 – 0     | Hollandia        | barátságos    | -         | 73'       |
| 30.       | 1968. szeptember 4.  | Rotterdam, Feijenoord Stadion               | Luxemburg        | 0 – 2     | Hollandia        | vb-selejtező  | -         |           |
| 31.       | 1972. augusztus 30.  | Prága, Stadion Letná                        | Csehszlovákia    | 1 – 2     | Hollandia        | barátságos    | -         |           |
|           | Összesen             |                                             |                  | 31        | mérkőzés         |               | 10        | gól       |